# Budgetierung
Budgetierung ist bei Wirtschaftssubjekten der betriebswirtschaftliche Finanzplanungsprozess, der mit der Veröffentlichung eines Budgets endet.

## Allgemeines
Als budgetierende Wirtschaftssubjekte kommen Privathaushalte, Unternehmen und der Staat mit seinen Untergliederungen (öffentliche Verwaltung, öffentliche Unternehmen, Kommunalunternehmen) in Frage. Bei Privathaushalten kann die Aufstellung der privaten Finanzplanung als Budgetierung bezeichnet werden, während bei Unternehmen allgemein von Budgetierung gesprochen wird, wenn ein kurzfristiger, operativer Unternehmensplan, der das Geschäft für die Zukunft des Unternehmens abbilden soll, aufgestellt wird. Öffentliche Haushalte werden umgangssprachlich als „Budget“ oder „Etat“ bezeichnet, so dass deren Aufstellung für das nachfolgende Jahr (Haushaltsführung) eine Budgetierung darstellt. Budget ist ein „formalzielorientierter, in wertmäßigen Größen formulierter Plan, der einer Entscheidungseinheit für eine bestimmte Zeitperiode mit einem bestimmten Verbindlichkeitsgrad vorgegeben wird“. Budgetierung ist entsprechend die Formulierung dieses Finanzplans und dessen spätere Kontrolle. Oft versteht man unter Budgetierung auch die konkrete Zielvorgabe für bestimmte Organisationseinheiten.

## Inhalt
Die Budgetierung erfolgt stets für die Zukunft, also für das kommende Geschäfts- oder Haushaltsjahr. Seltener sind Budgetierungen für mehrere Jahre, weil der längere Planungshorizont meist die Prognosesicherheit verringert. Eine Budgetierung ist daher meist eine kurzfristige Finanzplanung, die die Ermittlung der künftigen Einnahmen (Staatseinnahmen), Ausgaben (Staatsausgaben) als Liquiditätsplan, Kosten und Erlöse/Erträge im Rahmen der Gewinn- und Verlustrechnung, Bilanzpositionen oder sonstigen Werte beinhaltet. Eine die Gewinn- und Verlustrechnung betreffende Budgetierung kann etwa bei Kostenstellen in Kombination mit Kostenarten vorgenommen werden. So entsteht z. B. für die Kostenstelle „Buchhaltung“ die Planposition „Büromaterial“.
Der Budgetierungsprozess im Unternehmen orientiert sich an den bestehenden strategischen Unternehmenszielen, aus denen Budgetvorgaben abzuleiten sind.
Die traditionelle Budgetierung lässt sich (allgemein) in zehn einzelne Schritte unterteilen:
1. Man untersucht, ob es im Unternehmen gegenüber dem Vorjahr signifikante Veränderungen gegeben hat.
2. Man erstellt auf Basis der Daten des abgelaufenen Geschäftsjahres eine Prognose über budgetrelevante Faktoren der Unternehmenssituation für die kommenden Perioden.
3. Man bildet auf Grundlage der Informationen aus dem 1. und 2. Schritt Budgetziele für das Unternehmen. Das kann eine Anpassung der Budgetziele der Vorperiode sein, falls keine zu gravierenden Veränderungen eingetreten sind.
4. Die Unternehmensführung schlägt ein Gesamt-Budget vor, woraus sich Einzel-Budgets für verschiedene Ressorts ergeben können.
5. Dezentrale Planungsabteilungen (z. B. Controlling-Abteilungen an verschiedenen Standorten) planen die Einzel-Budgets. Diese Planungen beinhalten auch Kostenplanungen.
6. Die Planungsstellen geben die Budgetanträge an die nächsthöhere Instanz weiter.
7. Diese Instanz überprüft, inwieweit die Budgetanträge kompatibel mit vorgegebenen Formalzielen sind.
8. Man vergleicht die top-down und bottom-up ermittelten Vorstellungen, Werte und Daten.
9. Man erstellt einen Gesamtbericht.
10. Die Unternehmensleitung prüft den Gesamtbericht und bewilligt gegebenenfalls das Gesamtbudget.[2]

Anschließend an die Budgetrealisation folgt die Kontrolle des Budgets mit Berichterstattung. Allgemein wird bei der Analyse von Budgetabweichungen das geplante (Soll-Werte) und das realisierte Ergebnis (Ist-Werte) gegenübergestellt. Hierbei können Abweichungen sowohl positiv (z. B.: geplante Kosten sind höher als die tatsächlichen), als auch negativ (z. B.: geplante Gewinne sind höher als tatsächliche) ausfallen.
Nach der Bestimmung der Abweichung ist es das Ziel der Analyse, die Ursache für diese Differenz zu ermitteln. Aus dieser Analyse können dann Gegensteuerungsmaßnahmen eingeleitet werden.
Die eigentliche Budgetierung hat dabei zu beachten, dass einzelne Budgetwerte zwar herausfordernd, aber realistisch erreichbar sind, die Budgets zielkonform ausfallen und während der Budgetperiode keine Budget-Änderungen vorgenommen werden dürfen. Die Budgetplanung erfolgt – wie bei Prognosen, Forecasts oder Hochrechnungen – bevor das zu planende Geschäftsjahr beginnt.

## Arten
Zu unterscheiden ist zwischen der retrograden und progressiven Budgetierung und dem Gegenstromverfahren. Bei der retrograden Budgetierung gibt es eine zentrale Erstellung der Budgets, die bei der Unternehmensführung beginnt und auf die jeweiligen Organisationseinheiten herunter gebrochen wird (englisch top-down). Umgekehrt verläuft die dezentrale progressive Budgetierung von unten nach oben (englisch bottom-up). Hier beginnt die Entwicklung von Teilbudgets (vor allem Absatzplan, Umsatzplan, Personalplan, Investitionsplan, Liquiditätsplan oder Marketingplan) in den kleinsten Organisationseinheiten, die auf der obersten Ebene zu einem Gesamtbudget zusammengefasst (aggregiert) werden. Das Gegenstromverfahren kombiniert beide anderen Verfahren miteinander und versucht, deren Vorteile zu nutzen und Schwachstellen zu eliminieren.

## Verfahren
- Traditionelle Budgetierung
- Zero-Base-Budgeting
- Gemeinkostenwertanalyse
- Better Budgeting
- Beyond Budgeting

## Funktionen
Die Budgetierung erfüllt bei Wirtschaftssubjekten folgende Funktionen:
- Koordinationsfunktion: Sie soll helfen, das horizontale und vertikale Zusammenwirken (Koordination) einzelner Organisationseinheiten zu unterstützen.
- Motivationsfunktion: Die vorgegebenen Budgetziele sollen Mitarbeitern Anreize bieten, mit Hilfe des zur Verfügung stehenden Budgets die Unternehmensziele zu verwirklichen (Arbeitsmotivation).
- Prognosefunktion: Da Budgets zukunftsorientiert sind, soll eine möglichst präzise Darstellung der erwarteten künftigen Entwicklung das Verhalten der Mitarbeiter steuern.
- Die Kontrollfunktion soll dafür sorgen, dass durch einen Soll-Ist-Abgleich etwaige Planabweichungen ermittelt und analysiert werden.
- Kommunikationsfunktion: Die Veröffentlichung der Budgets ist ein vertikaler Informationsfluss, der den Verantwortlichen zur Orientierung bei Entscheidungen dient.
- Bewilligungsfunktion: Die Genehmigung eines Budgets weist einzelnen Organisationseinheiten bestimmte finanzielle Mittel zu und ist als Arbeitsanweisung eine Vorgabe von Obergrenzen (Kosten) oder Mindestgrenzen (Erträge), die einzuhalten sind.
- Planungsfunktion: Budgets dienen als Planungsinstrument und der Operationalisierung strategischer Ziele.
- Rationalitätssicherung: Die Vorgaben der Budgets verhindern irrationale Spontanentscheidungen, weil sie die Entscheidungsträger an Budgets binden.
- Allokationsfunktion: Die Budgetierung sorgt für eine Verteilung der finanziellen und nicht-finanziellen Ressourcen auf die einzelnen Bereiche.
- Vorgabefunktion: Durch die Budgetgröße für einzelne Bereiche und die dazugehörigen Ziele legt die Budgetierung Vorgaben fest, an denen sich die Mitarbeiter orientieren können.
- Initiierungsfunktion: Aufgrund der vorgegebenen Ziele und Budgets werden Mitarbeiter zum Handeln angeregt, um die Vorgaben des Budgets zu erfüllen.[7]

Mit einer Budgetrestriktion bezeichnet die Volkswirtschaftslehre Bedingungen in mathematischen Modellen, wonach die Akteure nicht mehr Geld ausgeben sollen als ihnen zur Verfügung steht. Sie wird durch die Bewilligungsfunktion erfüllt.

## Kritik
Der Budgetierungsprozess in Unternehmen hat seinen Ursprung im staatlichen Etatwesen. Er wurde bereits in den 1920er Jahren als Steuerungsinstrument der Budgetsteuerung (englisch budgetary control) von Kosten und Finanzflüssen in großen Industrieunternehmen wie DuPont oder General Motors eingesetzt. Vor allem Großunternehmen gingen dazu über, auf ihre wachsende Komplexität durch Dezentralisierung ihrer Budgets zu reagieren.
Die klassische Budgetierung ist meist mit einem enormen Zeitaufwand verbunden, wodurch ein schlechtes Aufwand-Nutzen-Verhältnis (Arbeitszeiten und Personalkapazitäten werden gebunden) entsteht, da sich die wirtschaftlichen Verhältnisse in einem Unternehmen häufig anpassen und die klassischen Budgets nicht mehr zeitorientiert sind. Zudem sind durch die fixen Budgetvorgaben die Handlungsfreiheiten der Mitarbeiter eingeschränkt, wodurch die Prozessverbesserung innerhalb eines Unternehmens stark eingeschränkt ist. Des Weiteren zeigen einem Unternehmen die Budgets lediglich Finanzzahlen auf, wodurch keine Prozessqualität oder der Wert des Unternehmens widergespiegelt wird. Zudem werden die Budgets aus den Ergebnissen der letzten Jahre gebildet, wodurch es zur Stagnation des Unternehmens kommen kann und die Pläne von Jahr zu Jahr immer nur fortgeschrieben werden. Dies wirkt sich innovationshemmend auf das Unternehmen aus.
Zudem seien Finanzplanung, Budgetierung und Hochrechnung voneinander entkoppelt und Budgetierungsergebnisse erwiesen sich in der Zukunft oft nicht als zutreffend.